# لورين هوليداي
إسمها الحقيقي لورين نيكول تشيني (بالإنجليزية: Lauren Nicole Cheney)‏ هي لاعبة كرة قدم أمريكية معتزلة لعبت في مركز الهجوم والوسط ولدت في يوم 30 سبتمبر 1987 في مدينة إنديانابوليس في الولايات المتحدة، لعب مع منتخب الولايات المتحدة لكرة القدم للسيدات من سنة 2007 إلى سنة 2013 في 133 مباراة دولية سجلت 24 هدف من خلالها، لعب مع أندية بلي بلوس وبوسطن بريكرز ونادي كانساس سيتي، فازت مع منتخب الولايات المتحدة بالميدالية الذهبية الأولمبية مرتين في دورة 2008 في بكين ودورة 2012 في لندن، كما فازت مع المنتخب ببطولة كأس العالم للسيدات 2015 التي أقيمت في كندا وفازت بالوصافة مع المنتخب في بطولة 2011 في ألمانيا. في 2013 تزوجت من لاعب كرة السلة جرو هوليداي بعد علاقة من 2008 وأخذت إسمه منه، في 2015 بعد إكتشاف إصابتها بورم في المخ أعلنت إعتزالها اللعب، في سبتمبر 2016 أنجبت إبنتها جرو.

## روابط خارجية
- لورين هوليداي على موقع الاتحاد الدولي (مؤرشف)  (الإنجليزية)
- لورين هوليداي على موقع الاتحاد الأوربي (الإنجليزية)
- لورين هوليداي على موقع قاعدة بيانات كرة القدم.إي يو (الإنجليزية)
- لورين هوليداي على موقع Soccerway.com (الإنجليزية)
- لورين هوليداي على موقع أوليمبيديا (الإنجليزية)